# Paróquia de Plaquemines
A Paróquia de Plaquemines é uma das 64 paróquias do estado americano da Luisiana. A sede da paróquia é Pointe a la Hache, e sua maior cidade é Pointe a la Hache.
A paróquia possui uma área de 6 290 km² (dos quais 4 102 km² estão cobertas por água), uma população de 26 757 habitantes, e uma densidade populacional de 12 hab/km² (segundo o censo nacional de 2000). 